# Svenja Huth
Svenja Anette Huth (* 25. Januar 1991 in Alzenau, Bayern) ist eine deutsche Fußballspielerin, die beim Bundesligisten VfL Wolfsburg unter Vertrag steht und von 2011 bis 2024 für die A-Nationalmannschaft zum Einsatz kam.

## Karriere

### Vereine
Svenja Huth begann siebenjährig bei der TSG Kälberau mit dem Fußballspielen und gelangte 14-jährig über die Zwischenstation FC Bayern Alzenau zur Jugendabteilung des 1. FFC Frankfurt. Zur Saison 2007/08 rückte sie in den Kader des Bundesligisten auf. Ihren ersten Einsatz in der Bundesliga bestritt sie am 2. Dezember 2007, als sie in der 46. Minute für die verletzte Kerstin Garefrekes eingewechselt wurde. Ihre ersten beiden Bundesligatore erzielte sie am 10. Mai 2009 (20. Spieltag) beim 5:1-Sieg im Auswärtsspiel gegen den TSV Crailsheim.
Bei ihrem ersten DFB-Pokal-Einsatz am 25. November 2007 schoss sie den 1. FFC Frankfurt gegen Tennis Borussia Berlin ins Viertelfinale, als sie in der 43. Minute das Tor zum 1:0-Endstand erzielte. 2015 gewann sie mit Frankfurt die UEFA Women’s Champions League nach einem 2:1-Sieg gegen Paris Saint-Germain. Zur Saison 2015/2016 wechselte die Stürmerin zum Ligakonkurrenten 1. FFC Turbine Potsdam.
2019 wechselte Huth zum VfL Wolfsburg. 2020 gewann sie mit Wolfsburg die Deutsche Meisterschaft und den DFB-Pokal. 2021 konnte der Pokal mit einem 1:0-Sieg nach Verlängerung gegen Eintracht Frankfurt verteidigt werden. Im Januar 2025 verlängerte sie ihren Vertrag in Wolfsburg bis 2026.

### Nationalmannschaft
Über die Bayernauswahl gelangte Svenja Huth kurze Zeit später in den Kader der U15-Nationalmannschaft für die sie am 3. April 2006 in Enschede bei der 0:1-Niederlage gegen die U16-Auswahl der Niederländerinnen mit der Einwechslung in der 41. Minute für Sabine Stoller debütierte. Ihr erstes Länderspieltor erzielte sie am 14. August 2006 in Uslar beim 7:1-Sieg über die Auswahl Wales’ mit dem Treffer zum zwischenzeitlichen 2:1 in der 37. Minute. In der U17-Nationalmannschaft avancierte sie zur Stammspielerin. Mit der U20-Nationalmannschaft nahm sie 2010 an der Weltmeisterschaft im eigenen Land teil, absolvierte alle sechs Turnierbegegnungen (2 Tore), drang mit ihr bis ins Endspiel vor und wurde mit einem 2:0 über die Auswahl Nigerias Weltmeisterin. Am 26. Oktober 2011 debütierte sie als Einwechselspielerin in der A-Nationalmannschaft, die ein Testspiel gegen die Auswahl Schwedens mit 1:0 in Hamburg gewann.

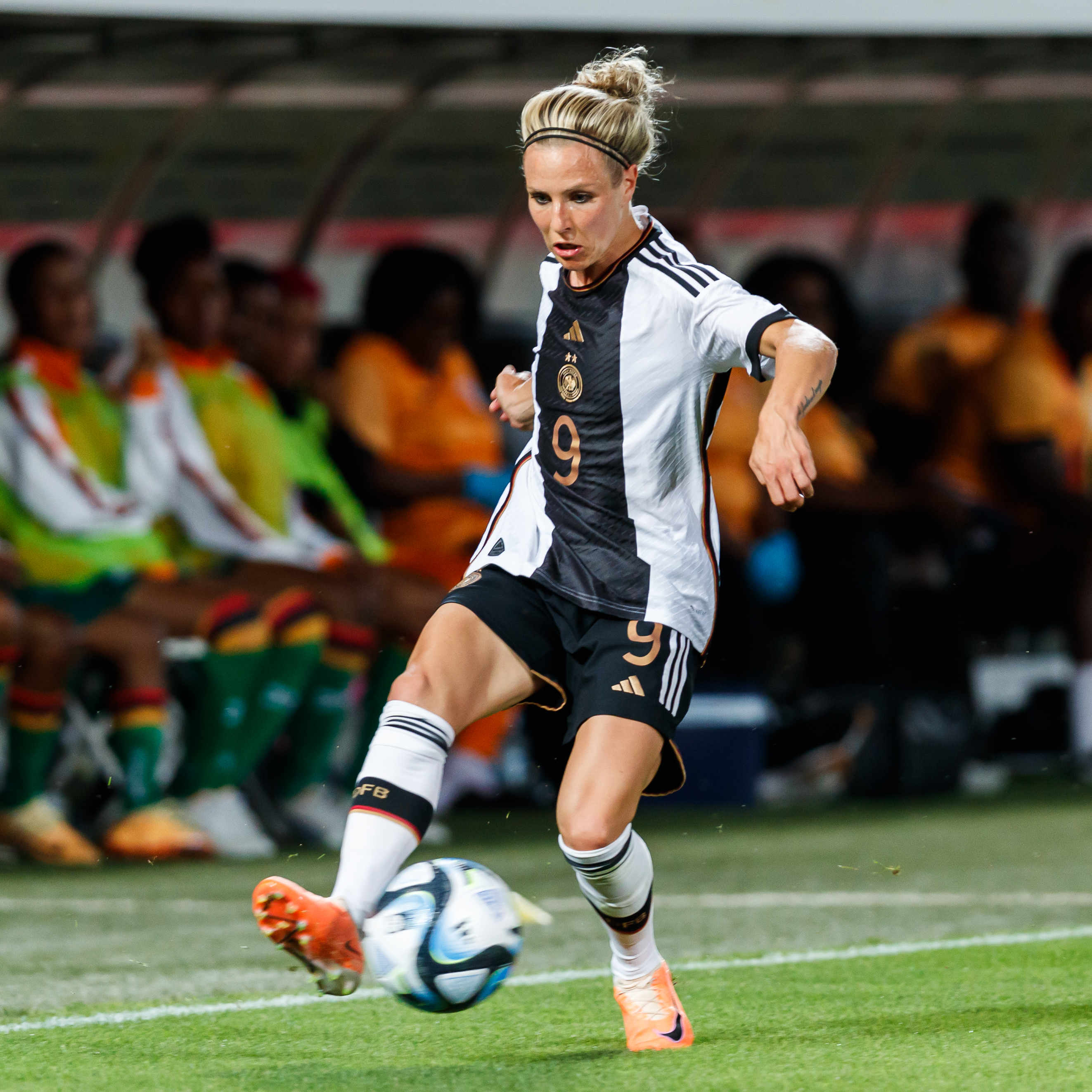
Svenja Huth (2023)

Am 7. März 2012 gewann sie in Faro mit der Nationalmannschaft den Algarve-Cup durch einen 4:3-Sieg im Finale gegen den amtierenden Weltmeister Japan. Sie kam dabei in allen vier Turnierspielen zum Einsatz. Bei der Europameisterschaft 2013 in Schweden gehörte sie zum DFB-Kader, kam aber nicht zum Einsatz. 2016 gewann Huth beim olympischen Fußballturnier der Frauen in Brasilien mit der Nationalmannschaft die Goldmedaille. Alle Spielerinnen erhielten am 1. November 2016 von Bundespräsident Gauck das Silberne Lorbeerblatt.
Bei der Europameisterschaft 2017 in den Niederlanden absolvierte Huth alle vier Spiele bis zum Ausscheiden des deutschen Teams im Viertelfinale gegen Dänemark.
Ihr erstes Länderspieltor für die A-Nationalmannschaft erzielte sie am 16. September 2017 beim 6:0-Sieg im Qualifikationsspiel für die Weltmeisterschaft 2019 über die Auswahl der Nationalmannschaft Sloweniens mit dem Führungstreffer in der 14. Minute. Bei der Weltmeisterschaftsendrunde erreichte sie mit der Nationalmannschaft das Viertelfinale.
Für die EM 2022 in England wurde sie von Bundestrainerin Martina Voss-Tecklenburg in den Kader berufen. Das deutsche Team erreichte das Finale, scheiterte aber an England und wurde Vizeeuropameister. Huth kam in allen sechs Spielen zum Einsatz. Bei der WM 2023 bestritt Huth alle drei Spiele der Gruppe H, schied mit ihrer Mannschaft jedoch nach der Vorrunde aus dem Turnier aus. Im März 2024 erklärte sie ihren Rücktritt aus der A-Nationalmannschaft.

## Erfolge

### Nationalmannschaft
- U17-Europameister 2008
- U20-Weltmeister 2010
- Algarve-Cup-Sieger 2012, 2020 (kampflos)
- Europameister 2013
- Olympiasieger 2016
- Vizeeuropameisterin 2022

### Vereine
- DFB-Pokal-Siegerin 2007, 2008, 2011, 2014, 2020, 2021, 2022, 2023, 2024
- Deutscher Meister: 2007/08, 2019/20, 2021/22
- UEFA-Women’s-Cup-Siegerin 2008
- Champions-League-Siegerin 2015

## Auszeichnungen
- Preisträgerin der Fritz-Walter-Medaille 2010 in Gold (Beste Nachwuchsspielerin)

## Privates
Gefördert wurde Svenja Huth auch an der Carl-von-Weinberg-Schule in Frankfurt-Goldstein, Hessens einziger Sporteliteschule.
Im Anschluss an ihre Schulzeit absolvierte sie eine Ausbildung zur Kauffrau für Büromanagement. 2021 schloss sie ihr Studium im Fach Sportmanagement erfolgreich ab.
Kurz vor Beginn der EM 2022 heiratete sie Anfang Juli 2022 ihre langjährige Lebensgefährtin. Im September 2023 wurden sie Eltern eines Sohnes. Ihre Ehefrau war die austragende Mutter, während Huth als Eizellspenderin wirkte.